# Proteína chaperona

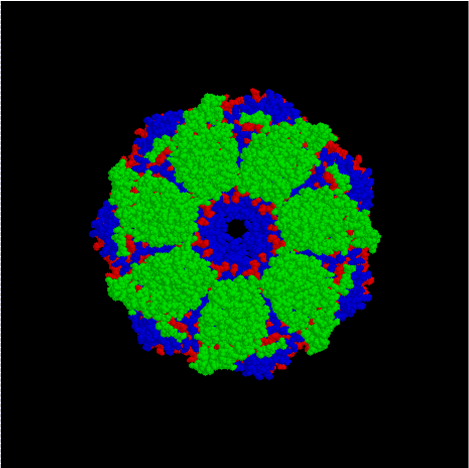
Vista cenital del complejo bacteriano de las chaperonas GroES/GroEL.

Las proteínas chaperonas son un conjunto de proteínas presentes en todas las células, cuya función es la de ayudar al plegamiento de otras proteínas recién formadas en la síntesis de proteínas. Muchas de estas proteínas recién formadas son proteínas de choque térmico. Las chaperonas no forman parte de la estructura primaria de la proteína funcional a la que modifican, sino que sólo se unen a ella para ayudar en su plegamiento, ensamblaje y transporte celular a otra parte de la célula donde la proteína realiza su función. Los cambios de conformación tridimensional de las proteínas pueden estar afectados por un conjunto de varias chaperonas que trabajan coordinadas, dependiendo de su propia estructura y de la disponibilidad de las chaperonas.
Las chaperonas son un grupo de proteínas que se encuentran tanto en procariotas como en eucariotas de manera abundante y en todos los compartimentos celulares, cuyas funciones principales son: favorecer el plegamiento de proteínas sintetizadas de novo, ayudar en el plegamiento correcto de proteínas después de un proceso de desnaturalización y colaborar en volver a plegar correctamente proteínas que han sido translocadas hacia algún compartimento celular.
Las chaperonas no llevan a cabo el plegamiento de las proteínas a su conformación activa funcional, sino que se limitan únicamente a unirse a la superficie hidrofóbica de las proteínas desdobladas o parcialmente plegadas, para evitar de esta manera el plegamiento aberrante, además de conferirles estabilidad para evitar su agregación con otras proteínas y retenerlas en el retículo endoplásmico para darles tiempo para plegarse y adquirir su conformación funcional correcta. Por lo tanto, la información para que las proteínas adquieran la conformación correcta funcional reside en la estructura primaria de las propias proteínas.

## Clasificación de las chaperonas
- Familia de la Chaperoninas (GroEL en Escherichia coli) es una proteína de aproximadamente 60 kDa que tiene como función ayudar en el plegamiento de proteínas que han sido importadas al cloroplasto o mitocondria. Se subclasifican en dos grupos:

1.- Las proteínas Hsp60 (GroEL en E. coli y Cpn60 en cloroplastos), las cuales están formadas por la unión de dos anillos idénticos, cada uno formado por 7 subunidades, cuya estructura simula un cilindro hueco con un peso de ~60 kDa.
2.- Las proteínas Hsp10 (GroES en E. coli y Cpn10 en cloroplastos), están formadas por un anillo de 7 subunidades idénticas simulando un domo, el cual se asocia a uno de los anillos de GroEL.
- Hsp70 (DnaK en E. coli) es una chaperona de aproximadamente 70 kDa. La familia de las proteínas Hsp70 (heat shock proteins o proteínas de choque térmico de 70 kilodaltons) incluye a sus homólogas BiP (en retículo endoplásmico), Hsc70 (chaperona constitutiva) y DnaK (en E. coli. Fueron denominadas de esta manera al ser identificadas por primera vez luego de su rápida aparición en células expuestas a altas temperaturas.[2] Los miembros de esta familia constan de tres dominios estructurales: un dominio ATPasa de 44kDa en el extremo amino terminal (NBD), un dominio de unión al sustrato de 18 kD (SBD) y un dominio carbonilo terminal de 10 kD (CTD).[5] La proteína Hsp70 trabaja asociada con la co-chaperona Hsp40 (DnaJ en E. coli), ambas están implicadas en revertir el proceso de desnaturalización y agregación proteica, facilitar el plegamiento correcto de proteínas sintetizadas de novo y asistir la translocación de proteínas a través de la doble bicapa lipídica de las mitocondrias y los cloroplastos.[4]

- Hsp90 (HtpG en E. coli). Chaperonas con un peso molecular de 90 kDa. Ellas presentan tres dominios importantes: uno para enlace al ATP, un dominio proteico y un dominio de dimerización. Estas chaperonas representan ~1% de las proteínas solubles en eucariotas y son esenciales para la supervivencia celular. Están involucradas principalmente en favorecer el plegamiento, estabilización, activación y montaje de proteínas transductoras de señales, entre las que se encuentran proteínas tirosina cinasa (Akt y MEK), factores de transcripción (los receptores de andrógenos, estrógenos y p53) y proteínas estructurales (tubulina y actina).[6] Se ha reportado que Hsp90 se encuentra formando complejos con una cochaperona denominada Cdc37, la cual es una proteína adaptadora que posee un dominio N-terminal de unión a proteínas cinasas, un dominio de unión a Hsp90 y un dominio C-terminal con función desconocida.[7] La sobreexpresión de ambas, junto con otras chaperonas, se ha relacionado con distintos tipos de cáncer, ya que promueve la supervivencia de células tumorales, al inhibir la apoptosis de estas, por lo que se ha optado por utilizar inhibidores de estas para el tratamiento del cáncer.[8]

- Familia de las nucleoplasminas	Son proteínas nucleares ácidas encargadas de favorecer el correcto enrollamiento del DNA alrededor de un núcleo de ocho proteínas histonas, para dar lugar a los nucleosomas (subunidades fundamentales de los cromosomas).[4][9]

## El complejo GroEL/GroES
El procesamiento de una proteína para promover su plegamiento dentro del complejo GroEL/GroES se lleva a cabo de la siguiente manera:
• La subunidad GroEL forma una estructura en forma de barril hueco con un diámetro interno de ~45 Å, la cual tiene un bolsillo de unión a ATP, que es el sitio responsable de su actividad de ATPasa. Uno de los anillos GroEL se une a 7 ATP y a la proteína sustrato que requiere ser plegada correctamente, a través de dominios apicales hidrofobicos de GroEL. Después GroES se une a GroEL induciendo un cambio conformacional que promueve que la proteína sustrato se libere al interior de la cavidad de la estructura de barril, el cual le otorga un microambiente apropiado para que la proteína se pliegue además de aislarla y evitar su agregación con otras proteínas.
• La proteína cuenta con ~13 s para plegarse, tiempo en el cual el anillo cis cataliza la hidrólisis de sus 7 ATP. La ausencia del fosfato del ATP debilita la unión de GroES a GroEL.
• Una segunda proteína sustrato se une al anillo trans seguida por 7 ATP. Los enlaces entre los anillos trans y cis de GroEL impiden que tanto la proteína sustrato como los ATP se unan al anillo trans hasta que el ATP del anillo cis se haya hidrolizado.   
• La unión de la proteína sustrato y los ATPs al anillo trans promueve que el anillo cis libere a su proteína sustrato mejor plegada, dejando a los ATPs y la proteína sustrato unidos solo al anillo trans de GroEL.
Cabe mencionar que el ciclo se repite el número de veces que sea necesario para que la proteína adquiera su conformación correcta.